# Frank Reicher
Ne doit pas être confondu avec Frank Reichert.
Pour les articles homonymes, voir Reicher.
Frank Reicher est un acteur, réalisateur, scénariste et producteur américain d'origine allemande, né le 2 décembre 1875 à Munich (Allemagne), mort le 19 janvier 1965 à Playa del Rey en Californie (États-Unis).

## Biographie
Né sous le nom de Franz Reicher à Munich, en Allemagne, fils de l'acteur Emanuel Reicher et de Hedwig Kindermann, une prima donna allemande populaire, fille du célèbre baryton August Kindermann. Les parents de Reicher ont divorcé en 1881 et sa mère est décédée deux ans plus tard à Trieste. Sa demi-sœur, Hedwiga Reicher, deviendrait également une actrice hollywoodienne. Son demi-frère, Ernst Reicher, était populaire dans le détective Stuart Webbs au début du cinéma allemand des années 1910. Frank Reicher a immigré aux États-Unis en 1899 et est devenu citoyen américain naturalisé environ douze ans plus tard.

## Filmographie

### Comme acteur

#### Années 1910
- 1915 : The Case of Becky

#### Années 1920
- 1921 : Wise Husbands
- 1926 : Her Man o' War : Le Professeur Krantz
- 1928 : Beau Sabreur : Général de Beaujolais
- 1928 : Les Quatre Fils (Four Sons) de John Ford : Le maître d'école
- 1928 : The Blue Danube de Paul Sloane : Baron
- 1928 : The Masks of the Devil : Comte Zellner
- 1928 : Napoleon's Barber de John Ford : Barbier de Napoléon
- 1928 : Someone to Love : Simmons
- 1928 : Les Fautes d'un père (Sins of the Fathers) de Ludwig Berger : le spécialiste des yeux
- 1929 : His Captive Woman : Procureur de district
- 1929 : Le Cargo maudit (Strange Cargo) : Dr. Stecker
- 1929 : Eaux troubles (Black Waters) de Marshall Neilan : Randall
- 1929 : Paris Bound
- 1929 : Big News
- 1929 : Her Private Affair : procureur d'état
- 1929 : Mister Antonio : Milton Jorny

#### Années 1930
- 1930 : Girl of the Port
- 1930 : The Grand Parade
- 1930 : Strictly Unconventional : Duc de Brocklehurst
- 1930 : Die Sehnsucht jeder Frau : le Docteur
- 1930 : Billy the Kid, de King Vidor : Général Lew Wallace
- 1930 : A Lady's Morals : gérant du théâtre
- 1931 : Gentleman's Fate : Francesco
- 1931 : Beyond Victory : chef de l'hôpital militaire
- 1931 : La Faute de Madelon Claudet (The Sin of Madelon Claudet) d'Edgar Selwyn : détective
- 1931 : Suicide Fleet (en) d'Albert S. Rogell : Capitaine Holtzmann
- 1931 : Mata Hari de George Fitzmaurice : le cuisinier / espion (capitaine allemand)
- 1932 : A Woman Commands : le Général
- 1932 : The Crooked Circle (en) de H. Bruce Humberstone : Rankin
- 1932 : Scarlet Dawn de William Dieterle : Plotsky
- 1932 : Une femme survint (Flesh) de John Ford : le directeur de la prison
- 1932 : Raspoutine et l'Impératrice (Rasputin and the Empress) de Richard Boleslawski : le professeur d'allemand
- 1933 : Entrée des employés (Employees' Entrance) de Roy Del Ruth : Garfinkle
- 1933 : Topaze d'Harry d'Abbadie d'Arrast : Dr. Stegg
- 1933 : King Kong de Merian C. Cooper et Ernest B. Schoedsack : le Capitaine Englehorn
- 1933 : Monsieur Bébé (A Bedtime Story) de Norman Taurog : Aristide
- 1933 : Jennie Gerhardt de Marion Gering : vieux tisserand
- 1933 : Le Docteur Cornélius (Before Dawn) de Irving Pichel : Joe Valerie
- 1933 : Capturé (Captured!) : Herr Hauptman
- 1933 : After Tonight : officier médical
- 1933 : Ever in My Heart : Dr. Hoffman
- 1933 : Le Fils de King Kong (The Son of Kong) d'Ernest B. Schoedsack : Englehorn
- 1934 : Eight Girls in a Boat : l'examinateur
- 1934 : On a tué ! (Hi, Nellie!) de Mervyn LeRoy : Nate Nathan
- 1934 : Journal of a Crime : Herr Winterstein
- 1934 : Comme les grands (No Greater Glory) de Frank Borzage : le Docteur
- 1934 : The Countess of Monte Cristo (en) (The Countess of Monte Cristo) de Karl Freund : Commissaire de police
- 1934 : The Lineup : Schultz
- 1934 : Et demain ? (Little Man, What Now?) de Frank Borzage : Lehmann
- 1934 : Let's Talk It Over : Richards
- 1934 : Le Monde en marche (The World Moves On) de John Ford : Herr Robess
- 1934 : Return of the Terror (en) : Reinhardt
- 1934 : The Fountain : le docteur
- 1934 : British Agent : Mr. X
- 1934 : The Case of the Howling Dog d'Alan Crosland : Dr. Carl Cooper
- 1934 : I Am a Thief (en) : Max Bolen
- 1934 : Secret of the Chateau : commissaire-priseur
- 1934 : Mills of the Gods : Barrett
- 1935 : Life Returns : Dr. James
- 1935 : The Casino Murder Case, d'Edwin L. Marin : assistant du coroner
- 1935 : A Dog of Flanders : Herr Vanderkloot
- 1935 : Straight from the Heart : Coroner
- 1935 : The Florentine Dagger de Robert Florey : Von Stein - Stage Manager
- 1935 : Star of Midnight : Abe Ohlman
- 1935 : Charlie Chan en Égypte (Charlie Chan in Egypt) de Louis King : Dr. Jaipur
- 1935 : Rendezvous, de William K. Howard : Dr. R.A. Jackson
- 1935 : L'Homme qui fait sauter la banque (The Man Who Broke the Bank at Monte Carlo) de Stephen Roberts : second assistant du directeur
- 1935 : Cocktails et Homicides (Remember Last Night?) de James Whale : coroner
- 1935 : The Fighting Marines de William Reeves Easton et Joseph Kane : Wheeler, M-70
- 1935 : Un bienfait dangereux (Kind Lady) de George B. Seitz : Gustave Roubet
- 1935 : The Great Impersonation : Dr. Trenk
- 1935 : Le Secret magnifique (Magnificent Obsession) de John Stahl : Dr. Rochard
- 1935 : The Lone Wolf Returns : Coleman
- 1936 : La Vie de Louis Pasteur (The Story of Louis Pasteur) de William Dieterle : Dr Pfeiffer
- 1936 : Le Rayon invisible (The Invisible Ray), de Lambert Hillyer : Professeur Meiklejohn
- 1936 : The Murder of Dr. Harrigan : Docteur Coate
- 1936 : Sutter's Gold de James Cruze : Gouverneur Felipe Vega
- 1936 : Le Médecin de campagne (The Country Doctor) de Henry King : Docteur Paul Luke
- 1936 : L'Espionne Elsa (Till We Meet Again) de Robert Florey : Colonel Von Diegel
- 1936 : Murder on a Bridle Path (en) de William Hamilton et Edward Killy : Dr. Peters (Gregg's)
- 1936 : Sous deux drapeaux (Under Two Flags), de Frank Lloyd : Général français
- 1936 : The Ex-Mrs. Bradford : Henry Strand, avocat de Summers
- 1936 : Nobody's Fool : Président
- 1936 : Les Poupées du diable (The Devil-Doll) de Tod Browning : le docteur
- 1936 : Anthony Adverse de Mervyn LeRoy : conducteur d'autocar à Paris
- 1936 : Dortoir de jeunes filles (Girls Dormitory) d'Irving Cummings : Dr. Hoffenreich
- 1936 : Second Wife : directeur
- 1936 : L'Enchanteresse (The Gorgeous Hussy) : Commandant
- 1936 : Star for a Night : Docteur Heimkin
- 1936 : Old Hutch : procureur de district
- 1936 : Along Came Love
- 1936 : Laughing at Trouble : Dr. Larson
- 1936 : Le Roman de Marguerite Gautier (Camille) de George Cukor : agent créancier
- 1936 : Sinner Take All : Theo Drukker
- 1937 : Sous le voile de la nuit (Under Cover of Night) de George B. Seitz : Rudolph Brehmer
- 1937 : Le gardien fidèle (en) (The Mighty Treve) de Lewis D. Collins : McClelland
- 1937 : Man of the People : Avocat de district Robinson
- 1937 : Stolen Holiday : Charles Rainer
- 1937 : Septième District The Great O'Malley) de William Dieterle : Dr. Edwin Larson
- 1937 : Espionnage de Kurt Neumann : Von Cram
- 1937 : Alerte la nuit (Night Key) de Lloyd Corrigan : Karl
- 1937 : King of Gamblers : Valet du Temple
- 1937 : Après (The Road Back) de James Whale : Le père d'Ernst
- 1937 : The Devil Is Driving : procureur de district
- 1937 : Midnight Madonna : Vincent Long II
- 1937 : Le Secret des chandeliers (The Emperor's Candlesticks) : Pavloff
- 1937 : Westbound Limited : Pop Martin
- 1937 : La Vie d'Émile Zola (The Life of Emile Zola) de William Dieterle : M. Perrenx
- 1937 : On Such a Night : Horace Darwin
- 1937 : Fit for a King : Kurtz
- 1937 : Amour d'espionne (Lancer Spy) : Amiral
- 1937 : Pension d'artistes (Stage Door) de Gregory La Cava : directeur de stage
- 1937 : Heidi la sauvageonne (Heidi) d'Allan Dwan : lieutenant de Police
- 1937 : Quarante-cinq Papas (45 Fathers) de James Tinling : Prentiss
- 1937 : Beg, Borrow or Steal : Monsieur Debillon
- 1937 : Prescription for Romance : Jozsef
- 1938 : Alerte au bagne (Prison Nurse) de James Cruze : Docteur Hartman
- 1938 : Joyeux Gitans (Rascals) de H. Bruce Humberstone : Dr. Garvey
- 1938 : Trois Camarades (Three Comrades) de Frank Borzage : Major (Père du jeune soldat)
- 1938 : Le Mystérieux docteur Clitterhouse (The Amazing Dr. Clitterhouse) d'Anatole Litvak : Professeur O.J. Ludwig
- 1938 : Pour un million (I'll Give a Million) de Walter Lang : Préfet de Police
- 1938 : City Streets : Dr. Ferenc Waller
- 1938 : Letter of Introduction (en) de John M. Stahl : Docteur Midtown Hospital
- 1938 : Suez d'Allan Dwan : Général Changarnier
- 1938 : The Storm : Officier
- 1938 : Torchy Gets Her Man : le professeur Henchman
- 1938 : The Girl Downstairs de Norman Taurog : sergent de Police
- 1939 : L'Île du Diable (Devil's Island) de William Clemens : président de la Cour d'Assise
- 1939 : Woman Doctor : Dr. Mathews
- 1939 : Society Smugglers : Jones
- 1939 : Mystery of the White Room : Dr. Amos Thornton
- 1939 : Never Say Die : homme dirigeant le duel
- 1939 : Juarez de William Dieterle : Duc de Morny
- 1939 : Sons of Liberty : Lyons, le magasinier
- 1939 : Unexpected Father
- 1939 : The Magnificent Fraud (en) de Robert Florey : Mendietta Garcia
- 1939 : Edith Cavell (Nurse Edith Cavell) : Baron von Bissing
- 1939 : Rio (film) : Paris Banker
- 1939 : The Escape : Dr. Shumaker
- 1939 : Ninotchka d'Ernst Lubitsch : l'avocat soviétique
- 1939 : Our Neighbors - The Carters : Dr. Proser
- 1939 : South of the Border de George Sherman : Don Diego Mendoza
- 1939 : Tout se passe la nuit (Everything Happens at Night) d'Irving Cummings  : Pharmacien

#### Années 1940
- 1940 : La Balle magique du Docteur Ehrlich : Dr. Ehrlich's Magic Bullet
- 1940 : Docteur Cyclope (Dr Cyclops) d'Ernest B. Schoedsack : Professeur Kendall
- 1940 : Typhon (Typhoon) de Louis King : Docteur
- 1940 : L'Étrangère (All This, and Heaven Too) d'Anatole Litvak : officier de police
- 1940 : The Lady in question de Charles Vidor : le Président de la Cour
- 1940 : The Man I Married d'Irving Pichel : Friehof
- 1940 : South to Karanga (en) d'Harold D. Schuster : Dr. Greenleaf
- 1940 : Sky Murder : Dr. Crattan
- 1941 : Four Mothers : membre du comité du festival
- 1941 : The Face Behind the Mask : Dr. Ronald Cheever
- 1941 : Flight from Destiny : Edvaard Kreindling
- 1941 : They Dare Not Love de James Whale : Capitaine
- 1941 : The Nurse's Secret : Mr. Wiley Henderson
- 1941 : Shining Victory d'Irving Rapper : Dr. Esterhazy
- 1941 : Underground de Vincent Sherman : Professeur Hugo Baumer
- 1941 : Father Takes a Wife : Capitaine du 'SS Leslie C.'
- 1941 : One Foot in Heaven d'Irving Rapper : membre d'équipage
- 1941 : Dangerously They Live : Jarvis, majordome de Goodwin
- 1942 : Nazi Agent de Jules Dassin : Fritz
- 1942 : To be or not to be, jeu dangereux (To Be or Not to Be) : officier polonais
- 1942 : Le Mystère de Marie Roget (The Mystery of Marie Roget) de Phil Rosen  : Magistrat
- 1942 : Mabok, l'éléphant du diable (Beyond the Blue Horizon) d'Alfred Santell : Sneath
- 1942 : I Married an Angel de W. S. Van Dyke : Le conducteur
- 1942 : Les Folles Héritières (The Gay Sisters) d'Irving Rapper : Dr. Thomas Bigelow
- 1942 : Secret Enemies : Henry Bremmer
- 1942 : Diviser pour régner (Divide and Conquer) : speaker français de la radio
- 1942 : Night Monster : Dr. Timmons
- 1942 : La Tombe de la Momie (The Mummy's Tomb) : Professeur Matthew Norman
- 1942 : Scattergood Survives a Murder (en) de Christy Cabanne : Thaddeus Quentin
- 1943 : Tornado : le vieux Linden
- 1943 : The Purple V : petit rôle
- 1943 : Les Bourreaux meurent aussi (Hangmen Also Die) de Fritz Lang : l'interprète
- 1943 : Mission to Moscow de Michael Curtiz : Général von Koestrich, ambassadeur allemand
- 1943 : Un espion a disparu (Above Suspicion) de Richard Thorpe : Colonel Gerold
- 1943 : Yanks Ahoy! : un Allemand
- 1943 : Intrigues en Orient (Background to Danger) : Rudick - l'assassin
- 1943 : Bomber's Moon d'Edward Ludwig et Harold D. Schuster : Dr. Hartman
- 1943 : Quand le jour viendra (Watch on the Rhine) de Herman Shumlin : l'Amiral
- 1943 : Le Chant de Bernadette (The Song of Bernadette) de Henry King : Dr. St. Cyr
- 1944 : Captain America : Professeur Lyman [Ch. 1]
- 1944 : In Our Time : Baron Jarsky
- 1944 : Inconnu à cette adresse (Address Unknown) de William Cameron Menzies : Professeur Schmidt
- 1944 : Hitler et sa clique (The Hitler Gang) : le ministre de la justice
- 1944 : Les Aventures de Mark Twain (The Adventures of Mark Twain) : Docteur  Elmira
- 1944 : Gildersleeve's Ghost : Dr. John Wells
- 1944 : Le Fantôme de la Momie (The Mummy's Ghost) de Reginald Le Borg : Professeur Matthew Norman
- 1944 : Les Conspirateurs (The Conspirators) : Opérateur de casino
- 1944 : La Maison de Frankenstein (House of Frankenstein) d'Erle C. Kenton : Ullman
- 1944 : The Big Bonanza (en) de George Archainbaud : Docteur Ballou
- 1945 : The Jade Mask : Harper
- 1945 : Hôtel Berlin de Peter Godfrey : Fritz
- 1945 : A Medal for Benny d'Irving Pichel : Père Bly
- 1945 : Blonde Ransom : Juge
- 1945 : Phantoms, Inc. : Philip Murray Kenneson, Sr.
- 1945 : Rhapsodie en bleu (Rhapsody in Blue) d'Irving Rapper : Invité
- 1945 : Voice of the Whistler : Dr. Rose
- 1945 : The Tiger Woman (en) : Coroner
- 1946 : The Great Mystic : Riker
- 1946 : A Guy Could Change : Docteur
- 1946 : The Shadow Returns : Michael Hasdon
- 1946 : Song of Arizona : Dr. Brown
- 1946 : My Pal Trigger : Juge Ellis
- 1946 : Sister Kenny de Dudley Nichols : Dr. Chuter
- 1946 : Home in Oklahoma : Jason (lawyer)
- 1947 : J'accuse cette femme (Mr. District Attorney) : Peter Lantz
- 1947 : Yankee Fakir : Banker H.W. Randall
- 1947 : Monsieur Verdoux de Charles Chaplin : Docteur
- 1947 : Violence de Jack Bernhard : Pop, le concierge
- 1947 : La Vie secrète de Walter Mitty (The Secret Life of Walter Mitty) de Norman Z. McLeod : Maasdam
- 1947 : Song of Love : Mr. Fuerbach
- 1947 : Escape Me Never de Peter Godfrey et LeRoy Prinz : Le Ministre
- 1948 : Joe Palooka in Fighting Mad : Dr. MacKenzie
- 1948 : Carson City Raiders (en) : Razor le barbier
- 1948 : La Naufragée (I, Jane Doe) : Docteur
- 1948 : The Gallant Blade : Major
- 1949 : Barbary Pirate : Cathcart
- 1949 : Samson et Dalila (Samson and Delilah) de Cecil B. DeMille : Le barbier du village

#### Années 1950
- 1950 : The Arizona Cowboy (en) : Major Sheridan
- 1950 : S.O.S. - Cargo en flammes (Cargo to Capetown) : Juge Van Meeger
- 1950 : The Happy Years : Headmaster
- 1950 : Le Fauve en liberté (Kiss Tomorrow Goodbye) de Gordon Douglas : Doc' Darius Green
- 1951 : The Lady and the Bandit : Count Eckhardt
- 1951 : Superman et les Nains de l'enfer (Superman and the Mole Men) : super-intendant de l'hôpital

### Comme réalisateur
- 1915 : The Clue
- 1915 : The Secret Orchard
- 1915 : The Case of Becky
- 1915 : The Chorus Lady
- 1915 : The Secret Sin
- 1915 : Mr. Grex of Monte Carlo
- 1916 : Un Précurseur (Pudd'nhead Wilson)
- 1916 : La Passerelle ou Un Témoin dans la nuit (For the Defense)
- 1916 : The Sowers
- 1916 : The Love Mask
- 1916 : Alien Souls
- 1916 : The Dupe
- 1916 : Public Opinion
- 1916 : The Victory of Conscience
- 1916 : The Storm
- 1916 : Witchcraft
- 1917 : Betty to the Rescue
- 1917 : Lost and Won
- 1917 : The Black Wolf
- 1917 : Castles for Two
- 1917 : Sacrifice
- 1917 : Un cœur de mère (Unconquered)
- 1917 : The Inner Shrine
- 1917 : The Trouble Buster
- 1917 : The Eternal Mother
- 1917 : An American Widow
- 1918 : The Claim
- 1918 : The Treasure of the Sea
- 1918 : Anita (The Only Road)
- 1918 : The Sea Waif
- 1918 : The Prodigal Wife
- 1919 : Suspense
- 1919 : The Black Circle
- 1919 : The American Way
- 1919 : Dans le piège (The Trap)
- 1919 : The Battler
- 1920 : Empty Arms
- 1921 : Idle Hands
- 1921 : Behind Masks
- 1921 : Wise Husbands
- 1921 : Out of the Depths (coréalisation : Otis Thayer)
- 1929 : Mister Antonio
- 1931 : Wir schalten um auf Hollywood

### Comme scénariste
- 1929 : Paris Bound
- 1929 : Big News
- 1930 : Girl of the Port

### Comme producteur
- 1919 : Suspense